# Zaballa (Burgos)
Zaballa es una localidad del municipio burgalés de Junta de Villalba de Losa, en la Comunidad Autónoma de Castilla y León (España). 
La iglesia parroquial está dedicada a san Pedro Apóstol.

## Localidades limítrofes
Confina con las siguientes localidades:
- Al norte con Llorengoz.
- Al este con Mijala.
- Al sur con Villalba de Losa.
- Al suroeste con Aostri de Losa.
- Al noroeste con Villaño.

## Demografía
Evolución de la población
| Gráfica de evolución demográfica de Zaballa entre 2000 y 2020      |
|                                                                    |
| Población de derecho (2000-2017) según el padrón municipal del INE |

## Historia
Así se describe a Zaballa en el tomo XVI del Diccionario geográfico-estadístico-histórico de España y sus posesiones de Ultramar, obra impulsada por Pascual Madoz a mediados del siglo XIX:

Lugar de la provincia, diócesis, audiencia territorial y capitanía general de Burgos (19 leguas), partido judicial de Villarcayo (7), y ayuntamiento titulado de la Junta de Villalba de Losa (1/4). Situado sobre un peñasco circunvalado de otros dos de igual figura; su clima es bastante sano; reina el viento N, y se padecen los catarros. Tiene 6 casas de mediana construcción; una fuente natural y de aguas duras para el surtido del vecindario; una iglesia parroquial (San Esteban), y un cementerio contiguo a la misma, la cual está servida por un cura párroco y un sacristán. Su término linda con los de Mijala, Villalba y Villaño. El terreno es seco y de ínfima calidad; inmediato al pueblo hay un monte propio de la expresada junta, poblado de algunos pinos bajos, robles y toda clase de matas. Caminos: los locales; y la correspondencia se recibe de Orduña. Producciones: cereales, especialmente trigo y cebada; cría ganado lanar y caballar, y caza de perdices. Industria: la agrícola. Población: 4 vecinos, 15 almas. Capital productivo: 130.000 reales. Imponible: 12.427.
Diccionario geográfico-estadístico-histórico de España y sus posesiones de Ultramar